# Lolita Robles de Mora
María de los Dolores Robles de Mora (Asturias, España, 13 de mayo de 1939-30 de julio de 2013) más conocida como Lolita Robles de Mora fue una escritora venezolana. Dedicó gran parte de sus estudios e investigaciones a la tradición oral en Venezuela, y especialmente de las culturas aborígenes del Estado Táchira. 

## Biografía
Se crio desde muy pequeña en el Estado Táchira, Venezuela. Su país natal es España, pero debido a la guerra civil y momento crítico por el que pasaba, su padre toma la decisión de viajar a Venezuela, y esta se nacionaliza como venezolana, llega específicamente al Táchira, siendo este el estado al que decide dedicar su vida y el comienzo de su gran travesía como escritora. Dedicó gran parte de sus estudios e investigaciones a la tradición oral en Venezuela, y especialmente de las culturas aborígenes del Estado Táchira. 

## Estudios
- Maestra de Educación Primaria Urbana, Colegio Santa Rosa de Lima, La Grita. 1954.
- Licenciada En Letras, Universidad Católica del Táchira, San Cristóbal. 1966.
- Profesora de Castellano, Literatura y Latín, Instituto del Mejoramiento Profesional del Magisterio, Caracas. 1974.
- Magister Csientice en Literatura Latinoamericana, Universidad de Los Andes (Venezuela), Núcleo Táchira, San Cristóbal. 1995.